# Prieuré du Paravis
Pour les articles homonymes, voir Chapelle Notre-Dame.
Le prieuré du Paravis est un ancien prieuré de Fontevraud situé à Feugarolles, dans le département actuel de Lot-et-Garonne.

## Localisation
Le prieuré du Paravis est situé dans la commune de Feugarolles, dans le  Département de Lot-et-Garonne, en France, à 436 km le séparent de l'Abbaye royale de Fontevraud. En activité jusqu'en 1791, il se trouvait en Condomois,  Province de Gascogne.

## Odonymie
Lieu-dit Lac du Paravis. Lieu-dit Paravis. Le Paravis Est. Le Paravis Ouest. Moulin du Paravis. Passage Paravis. Ruisseau de Paravis ,.

## Historique

### Fondation du prieuré
Le prieuré a été fondé au confluent de la Garonne et son affluent sur la rive gauche, l'Auvignon. Conformément aux pratiques de l'Ordre de Fontevraud  fondé par Robert d'Arbrissel, il était mixte. Les religieuses occupaient des bâtiments situés contre l'église, les religieux étaient installés dans des bâtiments situés à l'ouest  et placés sous le titre de Prieuré Saint-Jean de l’Habit
Une première donation, comprenant l'île de Vic entre Meneaux et Port-Sainte-Marie, est faite vers 1100, à Dieu et la Vierge Marie, entre les mains de l'évêque d'Agen, par Gautier Ier du Fossat, ses frères Arnaud et Giraud, leur mère Giraude. Gautier Ier du Fossat est cité comme seigneur de la cour de Guillaume IX, duc d'Aquitaine, entre 1120 et 1125.
Une seconde donation dans un lieu nommé Paravis est faite par Amalvin du Paravis et sa femme, Onors. Elle aurait été faite vers 1130. Cette donation a été soutenue par Raymond-Bernard du Fossat, évêque d'Agen, entre 1128 et 1149. Ce dernier voyant le peu d'empressement de l'abbesse de Fontevrault à envoyer des moniales au Paravis, il a retenu 20 religieuses du prieuré de Bragayrac, près de Saint-Nicolas-de-la-Grave, qui se rendaient à l'abbaye de Fontevraud pour les installer au Paravis dont les premiers bâtiments du prieuré devaient déjà être construits.

### Developpement du prieuré
Ce fut un des ensembles monastiques le plus important de l'Aquitaine jusqu'à la Révolution.

#### Édifices cultuels
L'église a été construite à l'époque romane. Le prieuré a adopté la réforme de Fontevrault en 1522. Les biens possédés par le prieuré se sont accrus jusqu'à la fin du XIIIe siècle. Ils ont ensuite été regroupés par échanges comme on le voit à Port-Sainte-Marie avec les templiers en 1298 pour leur prieuré et l'église du Temple.
Des travaux sont faits dans l'église pour réparer les dégâts dus à la guerre de Cent Ans avec la construction du clocher et de la voûte de l'église. Elle est de nouveau consacrée par l'évêque de Condom, Hérard de Grossoles-Flamarens, en 1534.
Le prieuré est ravagé en 1569 par les protestants qui l'ont occupé, pillé, transformé en forteresse avant de l'incendier. Les religieuses se sont réfugiées à Agen. Il est relevé dès 1570 par Marie de Monluc, fille de Blaise de Monluc, avec son aide et celle de Marguerite de Valois.
Le cloître a été reconstruit en 1604. Hélène de Galard, fille de Bertrand de Galard, baron de Terraube, seigneur de Bordes, et de Diane de Dantré de Lusignan, a été prieure du Paravis entre 1603 et 1612. L'infirmerie est reconstruite au XVIIe siècle.
Un incendie détruit des dépendances et le campanile en 1717.
En 1728, le prieuré reçoit les reliques de sainte Innocence. Une chapelle est édifiée contre l'abside par le père Élisée, supérieur des grands carmes d'Agen.

#### Autres éléments du patrimoine monastique
Ainsi qu'en atteste un acte  de 1586, un pont à une seule arche en plein cintre a été élevé sur un affluent de l'Auvignon sous l'autorité de la Prieure Marie de Montluc.

#### Disparition du Prieuré
Le prieuré est vendu comme bien national en 1792. Le chapitre, le réfectoire qui se trouvaient à l'est du cloître, le chauffoir et les cuisines plaçaient au nord, ont disparu. Il subsiste l'entrée du monastère avec le bâtiment où il y avait la loge de la portière, le vestibule et les parloirs. À côté, la maison des étrangers a été transformée en demeure pour les propriétaires après la Révolution. L'infirmerie, la pharmacie et des cellules se trouvaient au premier étage de cette maison avant sa modification.

#### Actualités de l'ancienne implantation fontevriste
A la  suite de la  vente révolutionnaire du Prieuré, le mobilier de l'église est dispersé :
- le retable du maître-autel est installé dans l'église Saint-Louis de Lamontjoie,
- l'autel de la chapelle Sainte-Innocente est déplacé dans l'église de Ligardes, dans le Gers.

Les ailes est et nord du cloître se sont écroulées au XIXe siècle. La galerie haute du cloître a été vendue aux États-Unis en 1895.
Les restes du cloître du prieuré du Paravis a été classée au titre des monuments historiques le 9 mars 1928, puis l'ensemble des bâtiments de l'ancien prieuré, hors les parties déjà classées, est inscrit au titre des monuments historiques le 30 décembre 1994, l'ancienne porterie est classée le 14 mai 1999,.
C'est le seul prieuré de moines fontevristes qui existe encore en France.

#### Elements protégés au titre de la législation sur les  Monuments historiques
Une protection variée mais efficace de ce qui reste des anciennes implantations monastiques

### Iconographie
Deux précieuses photographies aériennes des prieurés sont disponibles,,
, Vue du cloitre Sainte-Marie  alors encore doté d'un étage .

## Prieures (Prieurs) et éventuellement moniales  ( Moines) Confesseurs et Visiteurs

### Prieures et Prieurs
Prieure Marie de Montluc. En fonction en 1586.

### Confesseurs et  Visiteurs
Alexandre Le Saine, premier confesseur au Paravis .